# 마이클 머피 (배우)
마이클 머피(Michael Murphy, 1938년 5월 5일 ~ )는 미국의 배우이다.

## 출연 작품
- 폴 (2014)
- 데이 케임 투게더 (2014)
- 화이트 하우스 다운 (2013)
- 그레타 (2009)
- 더 트로츠키 (2009)
- 플레잉 하우스 (2006, Playing House)
- 더 윈드 인 더 윌로우스 (2006)
- 어웨이 프롬 허 (2006)
- 엑스맨 - 최후의 전쟁 (2006)
- 하이츠 (2005)
- H2O (2004)
- 차일드스타 (2004)
- 실버 시티 (2004)
- 풋스텝 (2003)
- 바그다드의 소년들 (2002)
- 레이건 저격 사건 (2001)
- 아트 오브 워 (2000)
- 매그놀리아 (1999)
- 슬리핑 도그 라이 (1998)
- 아일랜드 (1998)
- 종착역 (1998)
- 언터쳐블 가이 (1997)
- 캔사스 시티 (1996)
- 흑과 백 (1995)
- 탐정 포그와 애완견 애꾸 (1994)
- 파멸의 항해 (1992)
- 그 아버지에 그 아들 (1992)
- 배트맨 2 (1992)
- 돌아오지 않은 Kal 007기 (1989, Coded Hostile)
- 영혼의 목걸이 (1989)
- 디 아메리칸 익스피어리언스 (1988)
- 케인호의 반란 (1988)
- 심취 (1986)
- 살바도르 (1986)
- 토크 투 미 (1984)
- 가장 위험한 해 (1983)
- 스트레인지 비헤비어 (1981)
- 맨하탄 (1979)
- 독신녀 에리카 (1978)
- 프론트 (1976)
- 내쉬빌 (1975)
- 제4의 종말 (1973)
- 왓츠 업 덕 (1972)
- 맥케이브와 밀러 부인 (1971)
- 운명의 맥클라우드 (1970)
- 흡혈귀 요르가 백작 (1970)
- 매시 (1970)
- 공원에서의 차가운 나날들 (1969)
- 열망 (1969)
- 라일라 클레어의 전설 (1968)
- 카운트다운 (1968)
- 런던 대소동 (1967)
- 전투(영어판) (1962)
- 벤 케이시 (1961)